# Ehemaliges Rathaus Burtscheid (Neubad)

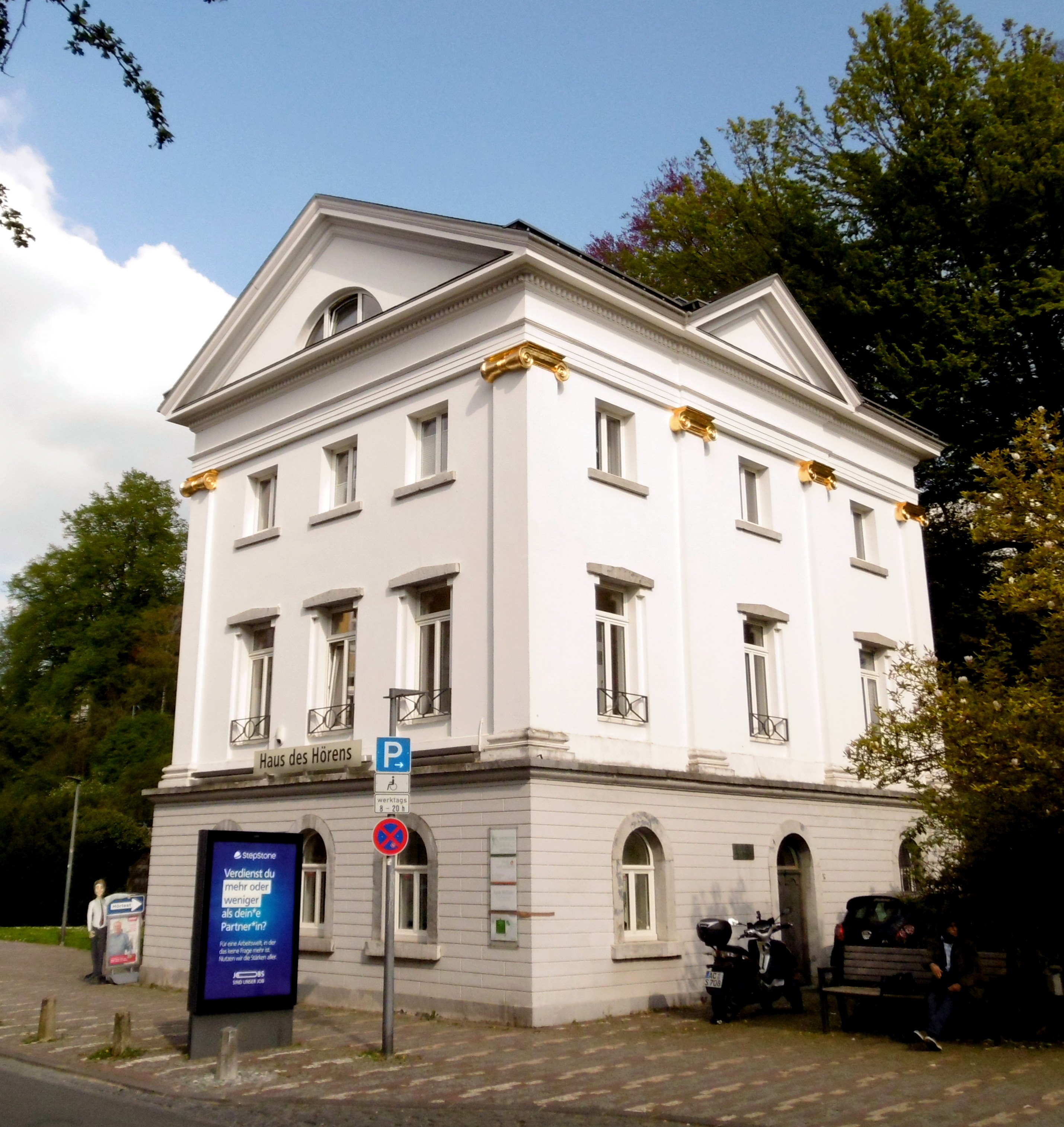
Burtscheid Altes Rathaus

Das ehemalige Rathaus Burtscheid, später Neubad und Haus des Gastes, jetzt Haus des Hörens im Aachener Stadtteil Burtscheid wurde 1823 vom Baumeister Wilhelm Christian Ulich im klassizistischen Stil erbaut und ist das einzig erhaltene Zeugnis der Bäderarchitektur in der Dammstraße.

## Geschichte

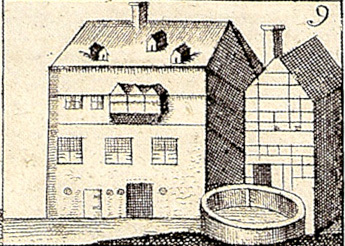
Badehaus „Im Pütz“, der Vorgänger des Neubades nach Blondel 1688

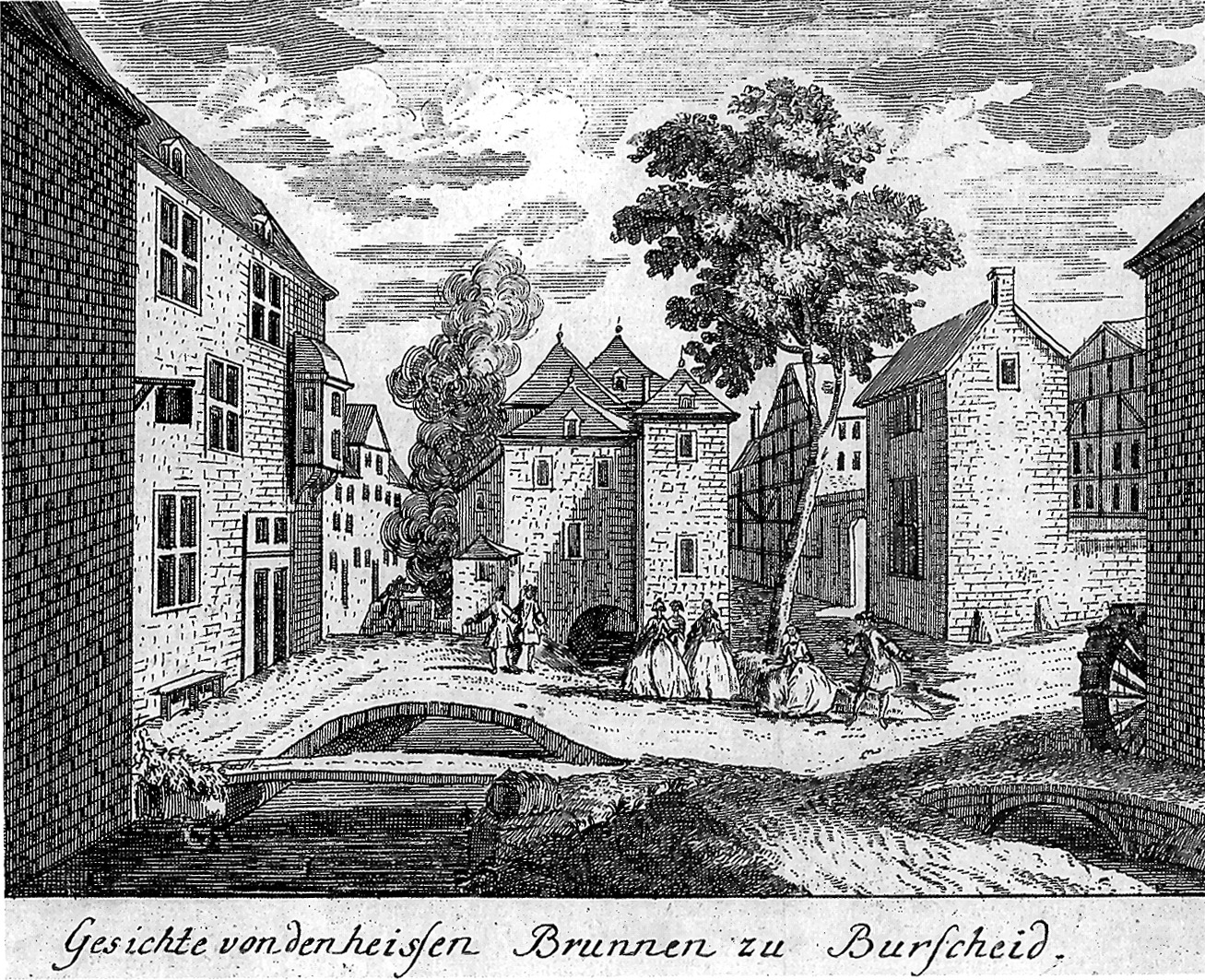
Burtscheid mit Kochbrunnen (1737). Das Gebäude links neben dem Kochbrunnen ist das ehemalige Drieschbad

Im Bereich des Bauplatzes des späteren Rathauses  sind seit römischer Zeit Austritte von heißen Quellen bekannt. Bei Ausschachtungsarbeiten für die Fundamente des Rathauses stieß man auf Reste römischer Badeanlagen. Zahlreiche, ergiebige Thermalquellen sind in der unmittelbaren Umgebung seit dem Mittelalter urkundlich erwähnt. Seit 1425 wurde die ergiebigste Quelle der Umgebung der Heiße Born buysen dem Driesch oder warme Pfütze (mundartlich ejene kauche Pötz) genannt. Erste Rechtsstreitigkeiten zwischen Burtscheider Bürgern und der Äbtissin Katharina von Effern um das Wasserrecht datieren aus dem Jahr 1495 und dauern 50 Jahre an. Um die Thermalquellen am „Driesch“ entstehen erste Badehäuser: das Drieschbad, 1516 in einer Zinsübertragsurkunde das erste Mal erwähnt, das Balneum fontis (das Quellenbad, später Neue Bad), 1688 in der Badeschrift von Franciscus Blondel auch das erste Mal bildlich dargestellt. Charakteristisches Merkmal für das Balneum fontis ist ein runder Brunnen vor dem Fachwerkhaus, der über Jahrhunderte die berühmteste Sehenswürdigkeit von Burtscheid war. Später erhielt das Badehaus verschiedene Bezeichnungen, Badehaus Im Pütz und Neubad. Die Darstellung des Neu- und Drieschbades im Gemälde von Lucas van Valckenborch von Burtscheid vermittelt einen Eindruck von den Bädern im ausgehenden 16. Jahrhundert.  Die mittleren Bäder, zu denen alle Badehäuser im Bereich des Driesches zählten, wurden in der Folgezeit mehrfach umgebaut. Die Fachwerkhäuser wurden nach und nach durch massive Steinbauten ersetzt und kleinere Bäder, wie das Driesch- und Krebsbad (1788) zusammengelegt.

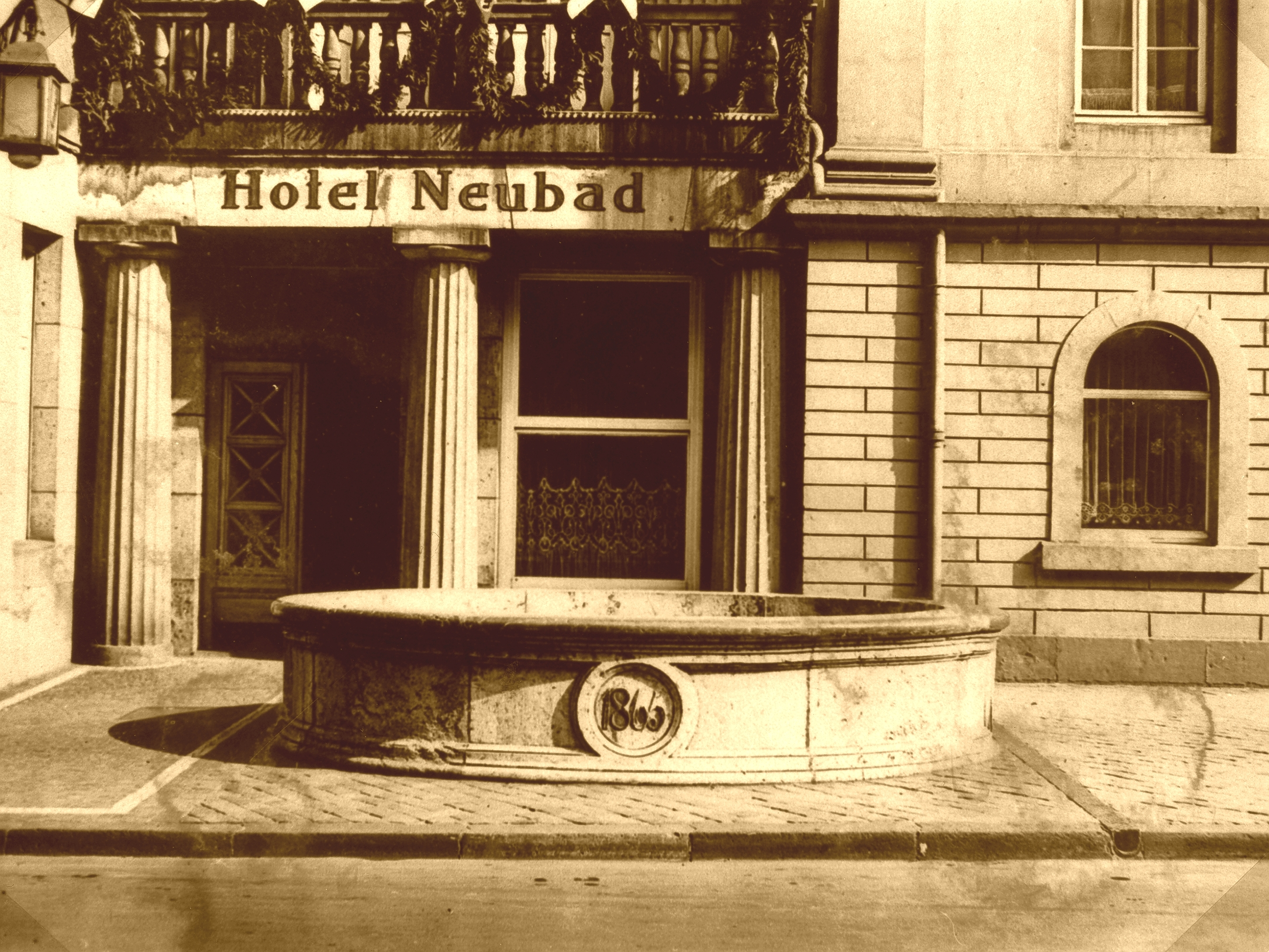
Die Steinfassung des Kochbrunnen (1865–1939)

## Der Kochbrunnen
Der zwischen den Bädern und dem Warmen Bach ausfließende Warme Pütz oder Kochbrunnen genannt, war die Attraktion für die Kurgäste seit dem 17. Jahrhundert. Zahlreiche Reisebeschreibungen berichten davon, dass in dem heißen Wasser zum Zeitvertreib der Kurgäste Eier in Netzen gekocht wurden. Anderseits wurde hier auch Feder- und Borstenvieh abgebrüht. Der Kochbrunnen war bis zum Anfang des 19. Jahrhunderts nicht abgedeckt. Die Folge davon waren mehrere tödliche Unfälle, bei denen Menschen in den fast 70 °C heißen Thermalbrunnen stürzten bzw. gestürzt wurden. Provisorische Begrenzungen aus Holz, die Anfang des 19. Jahrhunderts um den Brunnen aufgestellt wurden, verfielen rasch in den heißen, aggressiven Dämpfen. 1865 wurde das Quellbecken des Kochbrunnens durch ein ovales Steinbecken eingefasst, das unterhalb des Quellwasserspiegels einen Zulauf zu den benachbarten Badehäusern hatte. Im Rahmen von Maßnahmen zum Luftschutz wurde im Jahr 1939 der Kochbrunnen mit einer Steinplatte abgedeckt, damit dieser keine Gefahrenquelle während der Verdunkelung darstellen konnte. Heute verbirgt sich der Kochbrunnen unter einem quadratischen Betondeckel nahe dem Mühlrad vor dem ehemaligen Rathaus Burtscheid.

## Neubau Rathaus Burtscheid

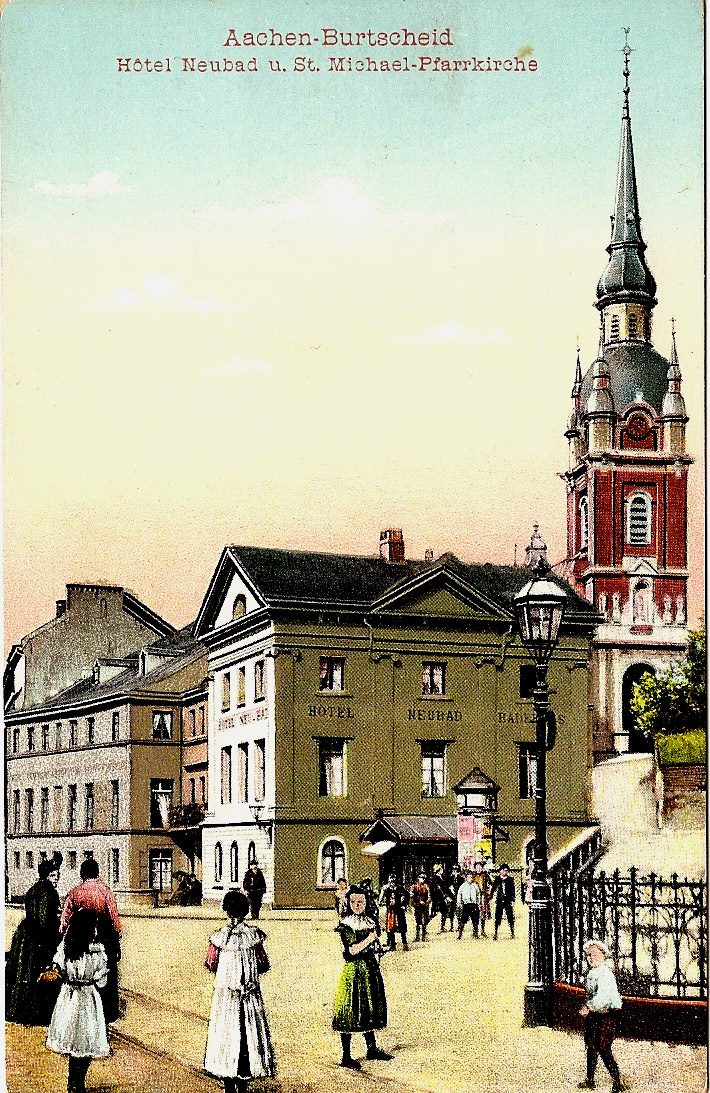
Das Neubad mit dem Laufbrunnen „Großheiß“, 1905

1802 wurde der neu gegründete Kanton Burtscheid dem Landrat des Kreises Aachen unterstellt. Die Verwaltung wurde zunächst von einem ehrenamtlichen Bürgermeister geleitet.
Bald benötigte man in Burtscheid ein neues Rathaus, um die Verwaltung konzentrieren zu können. Man beauftragte den Landbauinspektor Wilhelm Christian Ulich mit der Planung des Gebäudes. Die Grundsteinlegung erfolgte am 3. März 1823 im Beisein des Regierungspräsidenten van Reiman. Am 1. Februar 1824 wurde der Bau übergeben. Die Baukosten betrugen 4200 Thaler. Das Rathaus war neben dem Sitz der Verwaltung von Burtscheid zeitweilig auch Kantonalgefängnis und Polizeistation.
Weil die Räumlichkeiten des Verwaltungsgebäudes bereits nach 60 Jahren zu klein waren, wurde das Rathaus 1883 an Peter Willeskens-Bey, dem Hotelbesitzer des benachbarten Drieschbades für 20.000 Mark verkauft. Die Bürgermeisterei erhielt neue Räumlichkeiten im Westflügel der ehemaligen Reichsabtei Burtscheid. Das Kantonalgefängnis wurde nach Aachen verlegt.

## Umbau zum Neubad

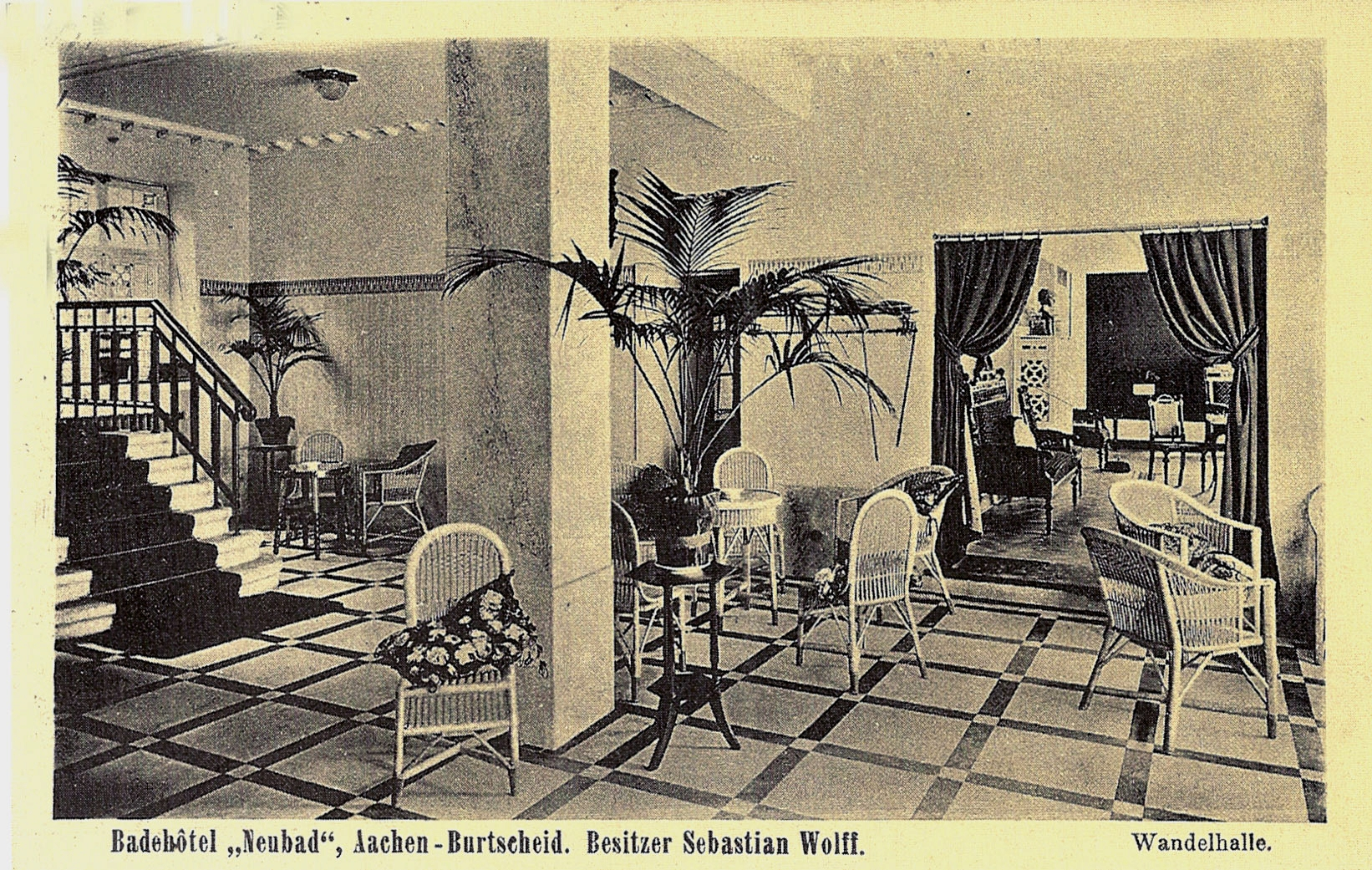
Foyer des umgebauten Neubades, 1912

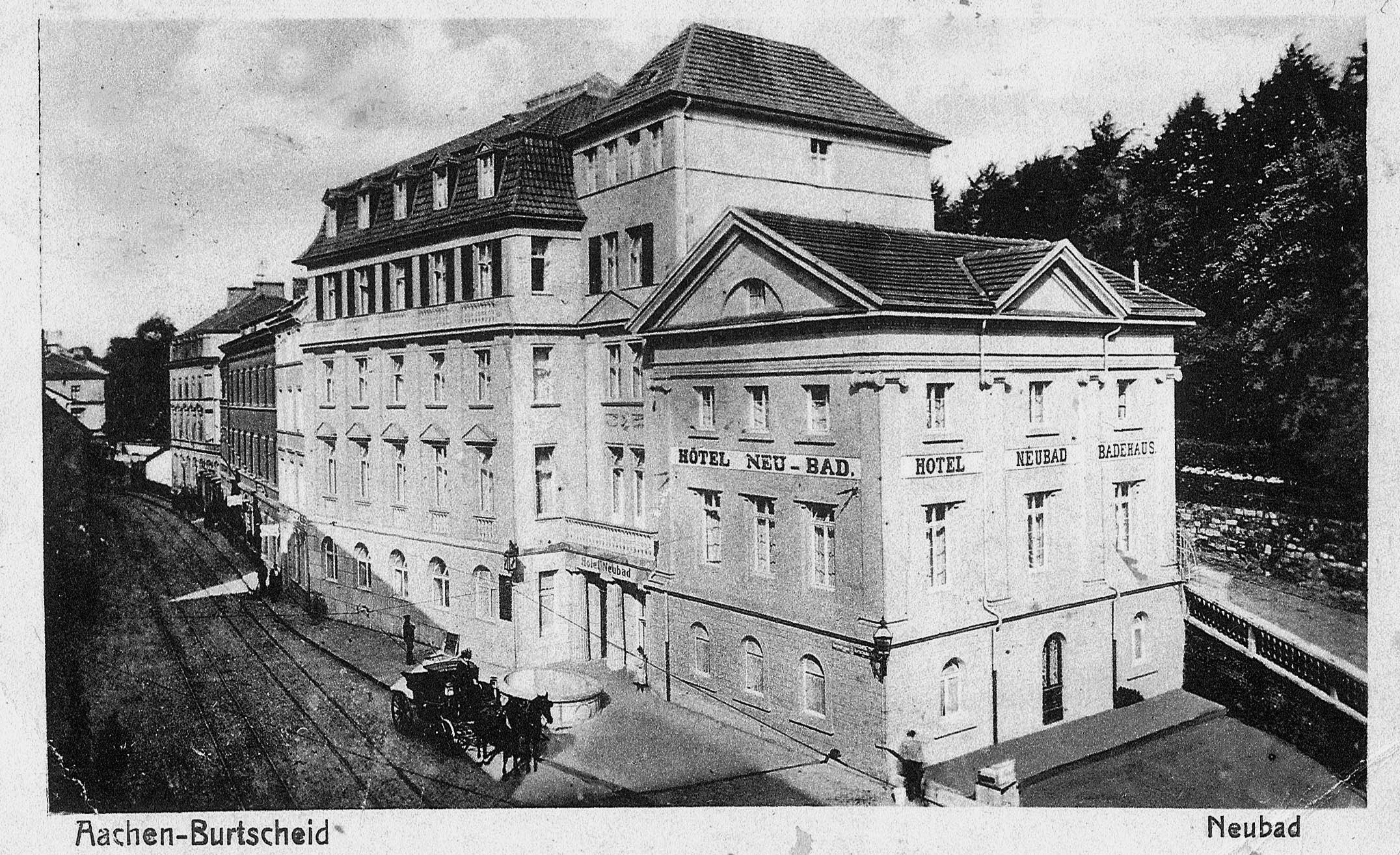
Neubad nach dem Umbau mit dem Kochbrunnen

Nach dem Verkauf des Rathauses wurde das Gebäude mit dem benachbarten Drieschbad zusammengelegt und mit einem modernen Innenausbau ausgestattet. Bei den Umbaumaßnahmen wurden 1883 drei neue Thermalquellvorbrüche entdeckt, die jedoch den Bedarf an Thermalwasser für die Kurgäste nicht decken konnten. Das nötige heiße Wasser wurde vom benachbarten Kochbrunnen zugeführt. Durch den Bau der Kanalisation im Jahr 1903 wurde radikal in das Thermalquellensystem eingegriffen, so dass Schüttung und Temperatur der Quellen stark abgenommen haben.
Die Gebäude wurden in den ersten zwei Jahrzehnten des 20. Jahrhunderts mehrfach umgebaut, insbesondere der Gebäudeteil des benachbarten ehemaligen Drieschbades um zwei Geschosse aufgestockt. Eine Renovierung des 72 Zimmer umfassenden  Badehotels wurde am 2. Mai 1914 abgeschlossen. Das Badehaus verfügte nach dem Umbau über 18 Badezellen und 6 Thermalwasserduschen. Durch die Einquartierung belgischer Besatzungssoldaten nach dem Ende des Ersten Weltkrieges wurde die Bausubstanz schwer in Mitleidenschaft gezogen und die Zahl der Kurgäste nahm kontinuierlich ab. Mitte der 1920er Jahre wurde der Kurbetrieb zeitweise eingestellt. In den 1930er Jahren wurde im Erdgeschoss eine Filiale der Aachener Sparkasse eingerichtet.

## Zerstörung und Wiederaufbau

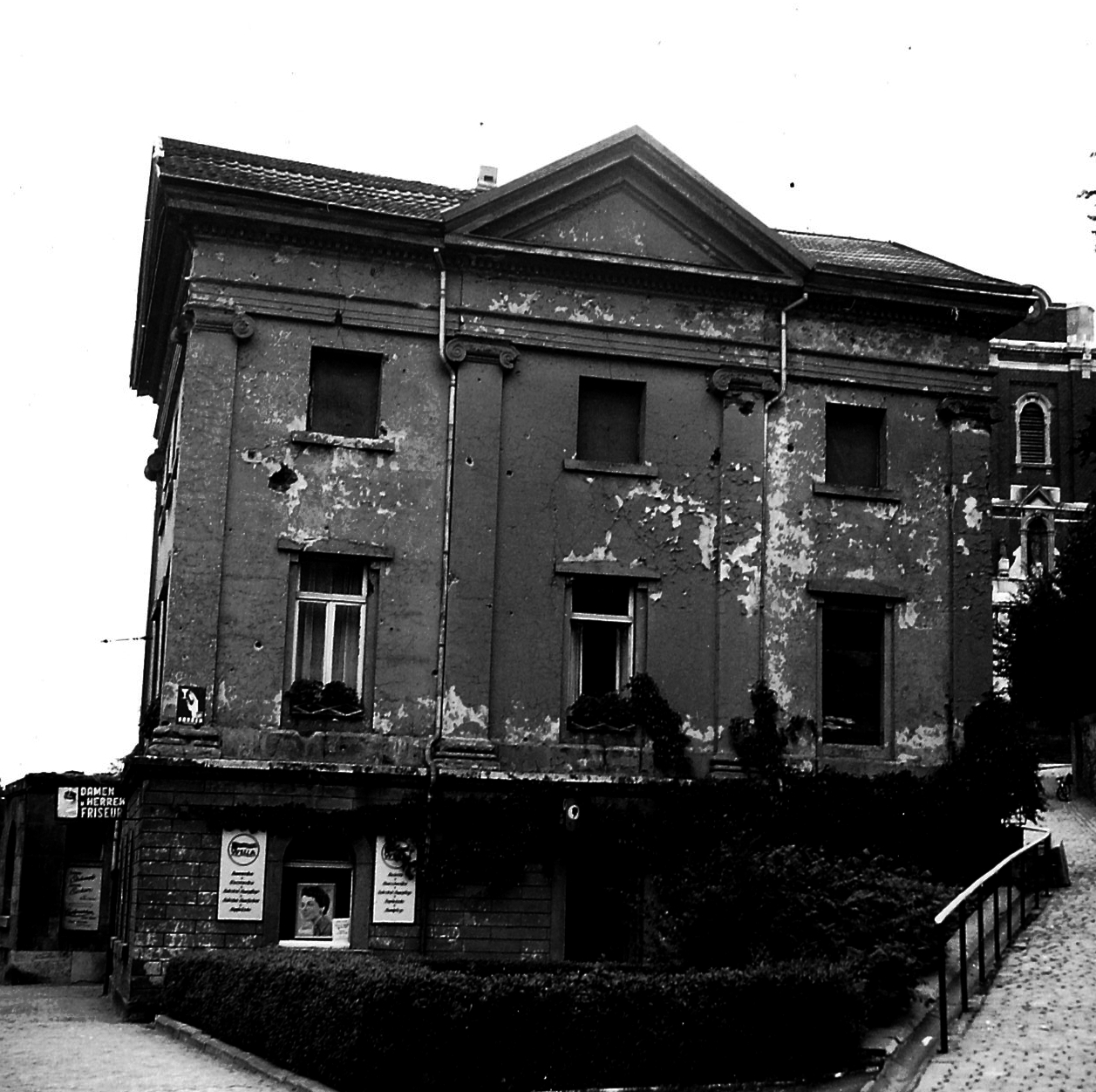
Zustand vor der Rekonstruktion, 1954

Beim Bombenangriff auf Burtscheid am 11. April 1944 wurde das Neubad schwer getroffen. Der Gebäudeteil des ehemaligen Drieschbades, war – wie fast alle Badehäuser in der Dammstraße- völlig ausgebrannt, das ehemalige Rathausgebäude schwer beschädigt. Unmittelbar nach dem Krieg sind von Hans Königs, dem ersten Stadtkonservator Aachens, erste Sicherungsmaßnahmen unternommen worden, um das Gebäude vor dem drohenden Verfall und Abriss zu bewahren.
Ein Abriss des Gebäudes stand noch bis Ende der 1950er Jahre ernsthaft zur Debatte. Neben Hans Königs setzte sich auch sein Vater Arnold Königs intensiv für den Erhalt des ehemaligen Rathausgebäudes ein.
Das Gebäude konnte 1963 in Zusammenarbeit mit dem Architekten Leo Hugot wieder rekonstruiert und saniert werden.

## Nutzung
Am 19. August 1963 wurde im ehemaligen Neubad eine Zweigstelle des Kur- und Verkehrsamtes der Stadt Aachen eröffnet. Neben der Kurgastinformation verfügte das Gebäude auch über Lese- und Gesellschaftszimmer. Seit dem Jahr 2005 wird das Gebäude als Haus des Hörens und als Praxisgebäude genutzt.

## Architektur und Denkmalschutz
Das dreiachsige, klassizistische Gebäude war ursprünglich als freistehender dreigeschossiger Kopfbau konzipiert, später wurde es mit dem benachbarten Drieschbad zu einer Gebäudeeinheit verbunden. Das Erdgeschoss wurde mit Bänderputz verkleidet, im Obergeschoss sind ionische Kolossalpilaster  das bestimmende architektonische Bauelement. Im Dachgeschoss betont jeweils ein Flachgiebel die Mittelachse. Das Gebäude steht heute unter Denkmalschutz.